# Ortodroma

Ortodroma

Ortodroma (st.gr. ὀρθόs, orthos – prosty, prawidłowy; δρόμος, dromos – droga, przebieg) – najkrótsza droga pomiędzy dwoma punktami na powierzchni kuli biegnąca po jej powierzchni. Stanowi ona zawsze fragment koła wielkiego. Linię ortodromy otrzymuje się przez przecięcie kuli płaszczyzną przechodzącą przez punkty {\displaystyle A,B} na powierzchni tej kuli oraz przez środek kuli.
Na mapie Merkatora (dokładniej na mapie w rzucie Merkatora) ortodroma jest linią krzywą wygiętą w kierunku bliższego bieguna ziemskiego, w przeciwieństwie do loksodromy, która przecina wszystkie południki pod tym samym kątem, a na mapie Merkatora jest linią prostą.
Ręczne wyznaczanie ortodromy jest jedną z trudniejszych, a jednocześnie ważniejszych rzeczy w nauczaniu nawigacji, gdyż linią ortodromy powinny poruszać się na większych odległościach wszystkie statki wodne i powietrzne. Trudność w wyznaczaniu kursów na mapach polega na tym, że jedynie droga po równiku oraz południkach pokrywa się z ortodromą, natomiast we wszystkich pozostałych przypadkach wyznaczenie ortodromy na mapach jest związane z szeregiem skomplikowanych obliczeń. Dlatego właśnie podróż po ortodromie wykonuje się w rzeczywistości z pewnym przybliżeniem, skokowo, odcinkami loksodromicznymi.

## Obliczanie długości łuku ortodromy

Ortodroma – zaznaczony m.in. wierzchołek (w_{1}), długość geograficzna ortodromy na równiku (λ_{0}), początkowy (α) i końcowy (β) kąt drogi

Długość ortodromy między dwoma punktami na kuli ziemskiej (odległość zenitalną pomiędzy dwoma punktami) można wyliczyć z następującego wzoru:
{\displaystyle D=\arccos {\big (}(\sin \varphi _{1}\sin \varphi _{2})+(\cos \varphi _{1}\cos \varphi _{2}\cos \Delta \lambda ){\big )},}
gdzie:
- {\displaystyle \varphi _{1},\varphi _{2}} – szerokości geograficzne obu punktów (dla szerokości na półkuli północnej należy wpisać wartość dodatnią, dla południowej – ujemną),
- {\displaystyle \Delta \lambda } – różnica długości geograficznych obu punktów.

Wstawiając wartości szerokości i długości geograficznej w stopniach, otrzymujemy wynik również w stopniach. Jeżeli chcemy przeliczyć go na mile morskie, wynik należy przemnożyć przez {\displaystyle 60,} jeżeli zaś na kilometry, to przez {\displaystyle 111{,}195.}
Jeśli D jest wyrażone w radianach, to ogólny wzór na długość ortodromy w jednostkach odległości ma postać:
- {\displaystyle L=D\cdot R}

gdzie R jest promieniem Ziemi.